# توالی‌یابی سلول تک
توالی‌یابی سلول تک (به انگلیسی: single cell sequencing)، اطلاعاتی را از سلول‌های فردی با تکنولوژی توالی نسل بعدی بهینه‌سازی (NGS) بررسی می‌کند، وضوح بالاتری از تفاوت‌های سلولی و درک بهتر از عملکرد سلول‌های فردی در محدوده محیط میکروسکوپی خود را تهیه می‌کند.
توالی DNA سلول‌های فردی می‌تواند اطلاعاتی در مورد جهش‌های انجام شده توسط جمعیت‌های کوچک سلول‌ها، به عنوان مثال در سرطان ارائه دهد، و همچنین توالی RNAهای بیان شده توسط سلول‌های فردی می‌تواند بینشی نسبت به وجود و رفتار انواع سلول‌های مختلف بدهد

## توالی ژنوم (DNA) سلول تک
توالی اختصاصی ژنوم DNA سلول تک شامل جداسازی سلول تک، تکمیل کامل ژنوم (WGA)، ساختن توالی کتابخانه‌ها و سپس توالی DNA با استفاده از تکنولوژی توالی نسل بعدی (به عنوان مثال Illumina, Ion Torrent) است. یک ژنوم ساخته شده در این حالت معمولاً به عنوان یک ژنوم تک تقویت شده یا SAG نامیده می‌شود. این می‌تواند در مطالعات میکروبیومی مورد استفاده قرار گیرد تا داده‌های ژنومی را از میکروارگانیسم‌های نامرسوم به دست آورد. یکی از روش‌های محبوب استفاده شده برای توالی ژنوم تک سلولی، تقویت جابجایی چندگانه است و این امکان را برای تحقیقات در زمینه‌های مختلف مانند ژنتیک میکروبی، محیط زیست و بیماری‌های عفونی فراهم می‌کند. علاوه بر این، داده‌های به دست آمده از میکروارگانیسم‌ها ممکن است فرایندهای کشت را در آینده ایجاد کند. [۶] برخی از ابزارهای مونتاژ ژنوم که می‌توانند در توالی ژنوم تک سلولی مورد استفاده قرار گیرند عبارتند از: SPAdes, IDBA-UD, Cortex و HyDA. [7]

### روش
تقویت جایگزینی چندگانه (MDA) یک تکنیک به‌طور گسترده‌ای است که قادر به تقویت فتوتراپی DNA از باکتری به میکروگرم برای استفاده از توالی است. واکنش‌های مورد نیاز برای واکنش‌های MDA عبارتند از: آغازگرهای تصادفی و DNA پلیمراز از باکتریوفاژ phi29. در واکنش ایزوترمال ۳۰ درجه، DNA با واکنش‌های گنجانده شده تقویت می‌شود. همان‌طور که پلیمرازها رشته‌های جدید را تولید می‌کنند، واکنش جابجایی رشته‌ای اتفاق می‌افتد، و چندین نسخه از هر DNA قالب تولید می‌شود. در همان زمان، رشته‌هایی که قبلاً گسترش یافته بودند، جانشین می‌شوند. محصولات MDA در حدود ۱۲ کیلوبایت طول می‌کشد و حدود ۱۰۰ کیلوبایت را در بر می‌گیرد و امکان استفاده از آن را در توالی DNA فراهم می‌کند. در سال ۲۰۱۷ یک پیشرفت عمده در این تکنیک، WGA-X نامیده شد، با استفاده از یک جهش ترموپلاستی پلیمراز phi29 معرفی شد، که منجر به بهبود بازیابی ژنوم از سلول‌های خاص، به ویژه آنهایی که دارای محتوای G + C بالا بودند.

### کاربردها
میکروبیوم‌ها در میان اهداف اصلی ژنومیک سلول‌های تک سلولی به علت سختی کشت اکثر میکروارگانیسم‌ها در اکثر محیط‌ها هستند. ژنومیک سلولی تنها یک روش قدرتمند برای به دست آوردن توالی ژنوم میکروبی بدون کشت است. این رویکرد به‌طور گسترده‌ای در زمینه‌های دریایی، خاک، زیر زمین، ارگانیزم و سایر انواع میکروبیوم‌ها مورد استفاده قرار گرفته‌است تا به طیف گسترده‌ای از سوالات مربوط به محیط زیست، تکامل، بهداشت عمومی و پتانسیل‌های بیوتکنولوژی می‌پردازد.
توالی سرطان نیز یک برنامه در حال ظهور scDNAseq است. تومورهای تازه یا یخ زده ممکن است با توجه به SCNAs, SNVs و بازسازی با استفاده از رویکردهای DNAS کل ژنوم تجزیه و تحلیل و طبقه‌بندی شوند. سرطان scDNAseq به ویژه برای بررسی عمق پیچیدگی و جهش‌های ترکیب شده موجود در اهداف تقویت شده درمان مانند ژن‌های گیرنده تریروزین کیناز (EGFR, PDGFRA و غیره) مفید است، در حالی که روش‌های معمول جمعیت در تومور فله، الگوهای وقوع این جهش درون سلولهای تک تومور. چنین همپوشانی ممکن است افزونگی فعال سازی مسیر و مقاومت سلولی تومور را فراهم کند.

## توالی تکثیر سلولی DNA متیلوم
توالی تکثیر سلولی DNA متیلوم متیلاسیون DNA را اندازه‌گیری می‌کند. این شبیه به توالی ژنوم تک سلولی است، اما با افزودن یک درمان بیسولفیت قبل از توالی. فرم‌ها شامل تعیین کامل بیسولفیت ژنوم، و توزیع نمای بیسولفیت تجدید نظر شده

## تعیین توالی RNA تک سلولی (scRNA-seq)
تعیین توالی RNA تک سلولی (scRNA-seq) پروتئین بیان سلول‌های فردی را فراهم می‌کند. اگرچه ممکن است به دست آوردن اطلاعات کامل در مورد هر RNA بیان شده توسط هر سلول امکان‌پذیر نباشد، به دلیل مقدار کمی از مواد موجود، الگوهای بیان ژن را می‌توان از طریق تجزیه و تحلیل خوشه بندی ژن شناخت. این می‌تواند وجود انواع سلول‌های نادر را در یک جمعیت سلولی کشف کند که هرگز دیده نمی‌شود. به عنوان مثال، سلول‌های اختصاصی نادر در ریه که به نام یونوسیت‌های ریه بیانگر رگولاتور کنترلی کانال فیبروز کیستی هستند، در سال ۲۰۱۸ توسط دو گروه انجام دهنده scRNA-Seq بر روی اپیتلیوم هوایی ریه شناسایی شدند.

### فرایندهای تجربی
پروتکل‌های scRNA-seq فعلی شامل مراحل زیر است: جداسازی سلول تک و RNA، رونویسی معکوس (RT)، تقویت، تولید کتابخانه و توالی. روش‌های اولیه سلول‌های جدا شده را به چاه‌های جداگانه جدا می‌کند؛ روش‌های جدیدی که در سلول‌های فردی در قطرات در یک دستگاه میکرو فلوئیدیک قرار می‌گیرند، جایی که واکنش رونویسی معکوس رخ می‌دهد، تبدیل RNAها به cDNAها. هر قطره دارای بارکد DNA است که منحصر به فرد cDNAهای مشتق شده از یک سلول تکثیر می‌کند. هنگامی که رونویسی معکوس تکمیل شود، cDNAهای بسیاری از سلول‌ها می‌توانند برای توالی ترکیب شوند؛ رونویسی از یک سلول خاص توسط بارکد منحصر به فرد شناسایی می‌شود.
چالش‌هایی برای scRNA-Seq شامل حفظ فراوانی نسبی اولیه mRNA در سلول و شناسایی روندهای نادر است. گام رونویسی معکوس بسیار مهم است زیرا کارایی واکنش RT باعث تعیین مقدار کل جمعیت RNA سلولی توسط ترتیب سنج می‌شود. فرایند پذیری نسخه‌های معکوس و استراتژی‌های پرایمر ممکن است بر تولید کامل cDNA و تولید کتابخانه‌ها به سمت ۳ 'یا ۵' پایان ژن‌ها متوسل شوند.

## ملاحظات

### جداسازی سلولهای تک
راه‌های متعددی برای جداسازی سلول‌های انفرادی قبل از تکمیل و توالی کامل ژنوم وجود دارد. دسته‌بندی سلول‌های فعال فلورسانس (FACS) یک رویکرد به‌طور گسترده‌ای است. سلول‌های فردی می‌توانند توسط میکروومنپیولاساس جمع‌آوری شوند، به عنوان مثال، با رقت سریالی یا با استفاده از پکت یا نانولوله‌های پچ برای برداشت سلول‌های تک سلولی جمع‌آوری شوند. مزایای استفاده از micromanipulation سهولت و کم هزینه هستند، اما آنها دشوار و حساس به تشخیص اشتباه از انواع سلول‌های تحت میکروسکوپ هستند. میکرو دیسکسیون لیزر ضبط (LCM) همچنین می‌تواند برای جمع‌آوری سلول‌های تک استفاده شود. اگر چه LCM دانش مربوط به مکان فضایی یک سلول نمونه درون بافت را حفظ می‌کند، سخت است که یک سلول تک سلولی را نیز بدون جمع‌آوری مواد از سلول‌های همسایه بدست آوریم. روشهای بسیار بالا برای جداسازی تک سلولی همچنین شامل میکروفلوئیدیک هستند. هر دو FACS و microfluidics دقیق، اتوماتیک و قادر به جداسازی نمونه‌های بی‌طرف هستند. با این حال، هر دو روش ابتدا باید سلول‌های جدا شده را از محیط‌های میکروتیک خود حذف کنند، بنابراین باعث ایجاد اختلال در پروفایل‌های رونویسی در تحلیل بیان RNA می‌شود.